# Yuhupdeh
Els yuhupdeh són una ètnia indígena originària de la conca del baix Apaporis. Actualment habita de manera dispersa entre el baix Apaporis i el riu Tiquié, afluent del Vaupés, a la regió fronterera entre Colòmbia i el Brasil.

## Territorialitat
Immemorialment van desenvolupar una forma de vida nòmada basada en la caça i recol·lecció, la pesca i l'horticultura itinerant a l'interior del bosc. Es mantenien relativament distants i independents dels tucanos i desanos, sent menys influenciats per ells que els hupda. Vivien en petits grups, transitant per l'interior de la selva, acampant transitòriament, sense assentaments permanents. A partir de 1940, el segon cicle d'explotació de cautxú i posteriorment, la presència de comerciants de pells de jaguar van causar successives epidèmies que van delmar a la població i van provocar migracions i reagrupaments dels supervivents, els qui van començar a construir poblats.
Durant les últimes dècades les pressions territorials de la colonització, les bases milités, les missions religioses, la mineria del or i els conflictes entre empreses mineres, garimpeiros i indígenes han fet que cada vegada més els Yuhupdeh tendeixin a canviar el seu patró de vida nòmada i autònom per l'establiment de comunitats en poblats (yãm), l'increment de les activitats agrícoles i un procés de sedentarització, alhora que mantenen les activitats tradicionals de subsistència.
Els Yuhupdeh habiten en forma dispersa i seminòmada entre el Apaporis (Palla’) i el Tiquié (Dëh-Poh). Al Brasil, set de les seves comunitats estan entre els igarapés del marge dret del Tiquié, Terra Indígena Alt Riu Negro i, a més una altra comunitat a San José del Apaporis, Terra Indígena del Riu Apaporis, prop de la desembocadura d'aquest al riu Caquetá. A Colòmbia, al Resguard Yaigojé-Apaporis hi ha una comunitat en el riu Traira (Bööy-El meu) i altres en el Jotabeya i l'Ugá, afluents de l'Apaporis.
Els topònims que marquen cada territori comuniquen la disponibilitat de recursos yademás serveixen per a poder recórrer-ho amb el pensament i la paraula. El coneixement i l'enunciació de la toponímia per part del xaman garanteixen l'èxit dels rituals preventius o curatius. De la mateixa manera, el coneixement dels topònims és un mitjà mnemotècnic de perpetuació de coneixements mitològics, rituals i històrics.

## Organització social
Els clans yuhup són patrillinatges que observen una exogàmia efectiva. Tenen com a model ideal el matrimoni entre clans diferents, donant preferência a les unions de cosins creuats bilaterals. L'exogàmia clánica té com a contrapartida una endogàmia funcional de les comunitats i grups locals. Els yuhupdeh són molt gelosos de la seva identitat i insisteixen en les seves diferències amb els hupda, amb els qui només en les comunitats de Samaúma e Canuri del Riu Tiquié existeix un enllaç matrimonial. Els tucanos, desanos, tuyuca i macuna, amb els quals algunes comunitats s'interrelacionen regionalment, són designats com Wóh, un terme pejoratiu que té significat de nadius opressors, a causa de les relacions asimètriques que van tractar d'imposar. Els no indígenes són Kariwa, paraula regional presa del nheengatu, sinònim de "patró", amb significat d'explotació de mà d'obra i esquemes d' "endeutament".

## Cosmologia
El cosmos Yuhupdeh wag té tres plans: la terra ((yuhup-bö-saah) on viu la gent atualmente; el territori subterrani del riu Umarí (péj-dëh-saah), un paradís on el menjar abunda; i la casa del tro (pẽy mõi) en el món de dalt i a més, el camí del sol (weró-tíw), d'orient a occident. Dääwä-wág és la vida de l'univers, la força vital que permet existir a la selva, als rius i a cada ésser viu. Els humans la captem amb el cor, que mentre mantingui el hãg-wägö manté viva a la persona.

## Llengua
Els Yuhupdeh parlen una llengua makú, diferent, però estretament relacionada amb el hup, pertanyent al grup de llengües nadahup, del qual també fan part el dâw i el nadëb.